# 4. група хемијских елемената
4. група хемијских елемената је једна од 18 група у периодном систему елемената. Ова група носи назив и IVB група хемијских елемената. У овој групи се налазе: титанијум, цирконијум, хафнијум и радерфордијум. Заједничка електронска конфигурација последњег нивоа за ову групу гласи . Сва четири елемента ове групе су прелазни метали. Титанијум, цирконијум, и хафнијум се јављају у природи а радерфордијум је добијен вештачки. Атомске масе ових елемената крећу се између 47,87 и 261,1.
Специфично за ову групу јесте да се у њој налазе најсличнији елементи Периодног система – цирконијум и хафнијум. Узрок њиховој сличности су скоро идентични полупречници, а узрок томе је контракција лантаноида, ковалентни полупречници су им идентични и имају исту електронску конфигурацију.

## Особине

### Хемијске особине
Као и друге групе, чланови ове породице показују обрасце у својој електронској конфигурацији, а посебно најудаљенијим љускама, што доводи до трендова у хемијском понашању:
|     | Елемент       | Бр. електрона/љуска     |
| --- | ------------- | ----------------------- |
| 22  | титанијум     | 2, 8, 10, 2             |
| 40  | цирконијум    | 2, 8, 18, 10, 2         |
| 72  | хафнијум      | 2, 8, 18, 32, 10, 2     |
| 104 | радерфордијум | 2, 8, 18, 32, 32, 10, 2 |

Већи део хемије је уочен само за прва три члана групе. Хемија рудерфордијума није довољно изучена и зато се остатак одељка бави само титаном, цирконијумом и хафнијумом. Сви елементи групе су реактивни метали са високом тачком топљења. Сви елементи групе су реактивни метали са високом тачком топљења (1668  °C, 1855  °C, 2233  °C, 2100  °C?). Реактивност није увек очигледна због брзог формирања стабилног оксидног слоја, који спречава даље реакције. Оксиди 2, 2 и 2 су беле чврсте материје са високим тачкама топљења и они не реагују са већином киселина.
Као тетравалентни прелазни метали, сва три елемента формирају разна неорганска једињења, генерално у оксидационом стању +4. Оксидациона стања у једињењима четврте групе су: +2, +3, +4 код титанијума; +3, +4 код цирконијума, +4 код хафнијума. За прва три метала је показано да су они отпорни на концентроване алкалије, док халогени реагују са њима формирајући тетрахалиде. На вишим температурама, сва три метала реагују са кисеоником, азотом, угљеником, бором, сумпором, и силицијумом. Услед лантаноидне контракције елемената у петој периоди, цирконијум и хафнијум имају скоро идентичне јонске радијусе. Јонски радијус Zr4+ је 79 пикометара, а од Hf4+ је 78 .
Ова сличност доводи до готово идентичног хемијског понашања и стварања сличних хемијских једињења. Хемија хафнијума је толико слична са цирконијумовом да раздвајање користећи хемијске реакције није било могуће; само физичка својства једињења се разликују. Тачке топљења и тачке кључања једињења и растворљивост у растварачима су главне разлике у хемији ова два елемената. Титан се знатно разликује од друга два елемента захваљујући ефектима лантаноидне контракције.

### Физичке особине
Доња табела представља преглед кључних физичких својстава елемената 4. групе.
| Елемент    | Метални полупречник [] | Ковалентни полупречник [] | Густина [3] | Тачка топљења [ °C] | Тачка кључања [ °C] |
| ---------- | ---------------------- | ------------------------- | ----------- | ------------------- | ------------------- |
| титанијум  | 0,147                  | 0,136                     | 4,51        | 1668                | 3260                |
| цирконијум | 0,160                  | 0,148                     | 6,49        | 1852                | 3580                |
| хафнијум   | 0,158                  | 0,148                     | 13,1        | 2222                | 5400                |

Тачка топљења и тачка кључања правилно расту у групи надоле због јаче везе. Генерално, потребне су високе вредности јер у металној вези учествују и d-електрони.
Велика густина хафнијума (13,1 g/cm³) је последица малих димензија атома, а релативно велике атомске масе.
| Елемент    | Енергија јонизације 1 | Енергија јонизације 2 | Енергија јонизације 3 | Енергија јонизације 4 | Електронегативност | Редокс-потенцијал |
| ---------- | --------------------- | --------------------- | --------------------- | --------------------- | ------------------ | ----------------- |
| титанијум  | 6,90                  | 13,75                 | 26,3                  | 43,5                  | 1,5                |                   |
| цирконијум | 6,90                  | 13,25                 | 23,2                  | 34,6                  | 1,4                |                   |
| хафнијум   | 7,01                  | 15,0                  |                       |                       |                    |                   |
| 1,3        |                       |                       |                       |                       |                    |                   |

Из приложене табеле се може приметити да је прва енергија јонизације ниска код сва 3 елемента. Благи пораст је код хафнијума, а узрок томе је његов мали полупречник. Четврта енергија јонизација је велика, што указује на то да се не може очекивати М4+ јон. На основу вредности редокс-потенцијала, могло би се погрешно закључити да су ови елементи прилично реактивни. Међутим, ови елементи се не убрајају у значајно реактивне елементе, будући да лако прелазе у пасивно стање.

## Једињења
Једињења са оксидационим стањем +2 гради само титанијум, и то су оксиди и дихалогениди. Налазе се у чврстом агрегатном стању, а растварањем се оксидују у +3.
Једињења са оксидационим стањем +3 граде титанијум и цирконијум. Хафнијум гради трибромид. Титанијум је добро редукционо средство и постоји у раствору. Ковалентна једињења са овим оксидационим стањем су јача редукциона средства од јона. Цирконијум гради трихалогениде у чврстом агрегатном стању, а вода их оксидује уз ослобађање водоника.
Једињења са оксидационим стањем +4 су најважнија једињења ових елемената. У питању су искључиво ковалентна једињења, и М4+ јон не постоји. Уместо тог јона, граде се оксо-јони МО2+ јони и називају се титанил, цирконил и хафнил. Сва три елемента граде тетрахалогениде у чврстом агрегатном стању, само се титанијум(IV)-хлорид налази у течном стању при нормалним условима. За њих је карактеристична ниска тачка топљења, као и то да подлежу хидролизи:

## Историја
Године 1791, Вилијам Грегор, свештеник из Корнвола и аматерски хемичар, истраживао је песак из локалне реке Хелфорд. Користећи магнет издвојио је тамни материјал (сада познат као илменит) из којег је уклонио жељезо третманом с хлороводичном киселином. Остатак, који је уз потешкоће растворио у сумпорној киселини, је био оксид новог елемента - титанијума. Све до 1960-их ова метода је била база готово целе светске производње илменита. Четири године касније немачки хемичар М. Х. Клапрот, је независно од Грегора открио исти оксид из руде (данас познате као рутил), и дао му име титанијум, по грчким митолошким бићима Титанима, деци Неба и Земље, кажњених да живе у скривеним ватрама у земљи. Клапрот је раније изоловао оксид цирконијума из узорака минерала циркона (4). Разне форме циркона (из арапског zargun) су биле познате од античких времена као драго камење. Берцелиус је 1824. успео да добије елементарне Zr и Ti, додуше уз трагове многих примеса, док је потпуно чисте метале добио М. А. Хантер (САД, 1910) редукцијом TiCl4 са натријумом те добио титанијум, а Ј. Х. де Бер (Холандија, 1925) произвео чисти цирконијум путем процеса јодне декомпозиције.
Откриће хафнијума је било једна од најконтроверзнијих прича. Године 1911. француски хемичар Г. Ирбен је тврдио да је изоловао елемент са атомским бројем 72 из узорака ретких земноалкалних метала и назвао га целтијум. Знајући последице те тврдње и у складу с радовима Хенрија Мозлија и Нилса Бораа на атомској структури, било је веома невероватно да се елемент 72 могао наћи у довољним концентрацијама заједно с ретким земноалканим елементима. Међутим у првим деценијама 20. века то се није могло лако доказати. Тек 1922. Ирбен и А. Довилје су тврдили да имају доказе о открићу елемента 72 начињене рентгенским зракама. Н. Бор је већ развио своју атомску теорију по којој је елемент 72 требало тражити заједно с цирконијумом и другим елементима 4. групе, а не са ретким земноалкалним елементима. Радећи у Боровој лабораторији у Копенхагену 1922/3, Д. Костер (Холандија) и Ђерђ де Хевеш (Мађарска) су користећи Мозлијев метод рендгенских зрака доказали да је елемент 72 садржан у норвешком циркону те му дали име хафнијум (Hafnia - латинско име Копенхагена).‍:pp. 954–955

## Заступљеност
Сви елементи ове групе су релативно много заступљени у Земљиној кори. Титанијум чини 0,63% масе Земљине коре и девети је по распрострањености од свих елемената. Само су жељезо, титанијум и манган више распрострањени од цирконијума, који чини 0,016% Земљине коре. Чак је и хафнијума (0,00028%) има готово колико и цезијума и брома. Разлог зашто ови метали нису били раније познати је због потешкоћа у поступку њихове изолације, а не у количини и распрострањености. Као и елементи 3. групе хемијских елемената, класификовани су као метали типа а, а могу се пронаћи заједно са силикатима и оксидима сличних елемената. Често су отпорни на атмосферске утицаје и обично су акумулирани у пешчане депозите који се лако и профитабилно експлоатишу. Два најпознатија минерала титанијума су илменит (FeTiO3) и рутил (TiO2). Илменит се ископава из налазишта у Канади, САД, Аустралији, Скандинавији и Малезији, док је рутил највише раширен по Аустралији. Цирконијумов главни минерали су циркон (ZrSiO4) и баделејит (ZrO2). Највећа налазишта су у Аустралији, Јужној Африци, САД и Русији, а често садржи и веће примесе хафнијума (до 2%). Само код неколико минерала количина хафнијума прелази количину цирконијума, као нпр. код минерала алвита. Као резултат контракције лантаноида радијуси јона Zr и Hf су готово идентични, а њихова повезаност у природи је паралелна њиховој хемијској сличности.

## Продукција
Производња самих метала је тешка због њихове реактивности. Формирање оксида, нитрида и карбида се мора избећи да би се добили обрадиви метали; то се нормално остварује Кроловим процесом. Оксиди (MO2) се доводе у контакт са угљом и хлором при чему се формирају хлориди (MCl4). Хлориди метала затим реакцијом са магнезијумом, дају магнезијум хлорид и метале.
Даље пречишћавање се врши путем реакција хемијског транспорта које су развили Антон Едуард ван Аркел и Јан Хендри де Бер. У затвореном суду, метал реагује са јодом на температурама изнад 500  °C формирајући метал(IV) јодид; на волфрамовој нити на скоро 2000  °C долази до супротне реакције, при чему се јод и метал раздвајају. Метал формира чврст слој на волфрамовој нити, а јод реагује са додатним металом, исход чега је постојан промет материјала.
2 (ниска темп.) → 
4 (висока темп.) → 